# Kaylin Whitney
Kaylin Whitney (født 9. marts 1998) er en amerikansk atlet.
Hun repræsenterede USA ved sommer-OL 2020 i Tokyo, hvor hun tog guld i 4x400 meter stafet og bronze i 400 meter medley stafet.